# Królikowo (Olsztynek)
Królikowo (deutsch Königsgut) ist ein Dorf in der polnischen Woiwodschaft Ermland-Masuren. Es gehört zur Gmina Olsztynek (Stadt- und Landgemeinde Hohenstein i.Ostpr.) im Powiat Olsztyński (Kreis Allenstein).

## Geographische Lage
Królikowo liegt im Südwesten der Woiwodschaft Ermland-Masuren, 24 Kilometer südöstlich der früheren Kreisstadt Osterode in Ostpreußen (polnisch Ostróda) bzw. 26 Kilometer südwestlich der heutigen Kreismetropole und Woiwodschaftshauptstadt Olsztyn (deutsch Allenstein).

## Geschichte
Erstmals erwähnt wurde Konig Gut (nach 1410 Koningsgut, nach 1437 Königsguth) im Jahre 1341. 1874 kam die Landgemeinde zum neu errichteten Amtsbezirk Hohenstein i. Ostpr.-Land (polnisch Olsztynek) im Kreis Osterode in Ostpreußen.
428 Einwohner zählte Königsgut im Jahre 1910. Ihre Zahl stieg bis 1933 auf 492 und belief sich 1939 bereits auf 533.
Aufgrund der Bestimmungen des Versailler Vertrags stimmte die Bevölkerung in den Volksabstimmungen in Ost- und Westpreußen am 11. Juli 1920 über die weitere staatliche Zugehörigkeit zu Ostpreußen (und damit zu Deutschland) oder den Anschluss an Polen ab. In Königsgut stimmten 280 Einwohner für den Verbleib bei Ostpreußen, auf Polen entfielen keine Stimmen.
Im Jahre 1939 bestand Königsgut aus 119 Haushalten. 296 Einwohner arbeiteten in der Land- und Forstwirtschaft, 111 in Industrie und Handwerk sowie 47 in Handel und Verkehr.
In Kriegsfolge wurde 1945 das gesamte südliche Ostpreußen an Polen überstellt. Königsgut erhielt die polnische Namensform „Królikowo“ und ist heute mit dem Sitz eines Schulzenamts (polnisch Sołectwo) (auch für Juńcza (Julienhof)) eine Ortschaft im Verbund der Gmina Olsztynek (Stadt- und Landgemeinde Hohenstein i. Ostpr.) im Powiat Olsztyński (Kreis Allenstein), bis 1998 der Woiwodschaft Olsztyn, seither der Woiwodschaft Ermland-Masuren zugehörig. Im Jahre 2011 zählte Królikowo 313 Einwohner.

## Kirche
Bis 1945 war Königsgut in die evangelische Pfarrkirche Hohenstein (Ostpreußen) in der Kirchenprovinz Ostpreußen der Kirche der Altpreußischen Union, außerdem in die römisch-katholische Kirche der Stadt Hohenstein im Bistum Ermland eingepfarrt.
Heute gehört Królikowo katholischerseits ebenfalls zu Olsztynek, jetzt im Dekanat Olsztynek im Erzbistum Ermland gelegen. Die evangelischen Einwohner sind Teil der Kirchengemeinde Olsztynek, einer Filialgemeinde von Olsztyn in der Diözese Masuren der Evangelisch-Augsburgischen Kirche in Polen.

## Verkehr
Królikowo liegt an einer Nebenstraße, die von Olsztynek (Hohenstein i. Ostpr.) über Lichtajny (Köllmisch Lichteinen) nach Drwęck (Dröbnitz) und als Landweg weiter nach Pacółtowo (Groß Pötzdorf) führt.
Die nächste Bahnstation ist Olsztynek an der Bahnstrecke Działdowo–Olsztyn (deutsch Soldau–Allenstein). Bis 1945 bestand außerdem über die Bahnstation Lichteinen Anschluss an die Bahnstrecke Hohenstein–Osterode, die bis nach Elbing (polnisch Elbląg) führte. Sie wurde kriegsbedingt geschlossen.